# Walter Matthau
Walter Matthau (născut Walter John Matthow, pronunție în engleză [mæθaʊ]; n. 1 octombrie 1920, New York City, New York, SUA – d. 1 iulie 2000, Santa Monica, California, SUA), a fost un actor de film evreu american.

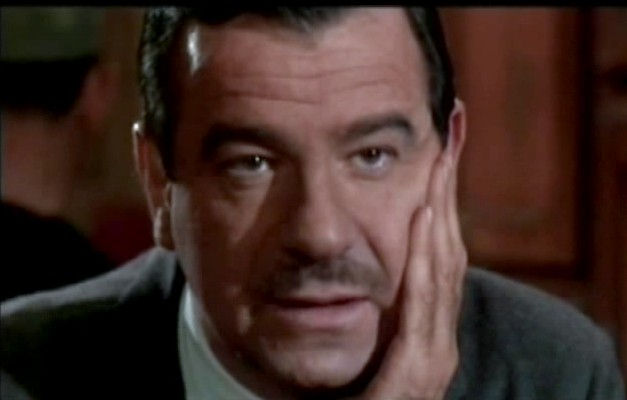
Walter Matthau (1920 - 2000)

## Filmografie
| An   | Film                                                         | Rol                                   | Note |
| ---- | ------------------------------------------------------------ | ------------------------------------- | --- |
| 1955 | The Kentuckian                                               | Stan Bodine                           | |
| 1955 | The Indian Fighter                                           | Wes Todd                              | |
| 1956 | Bigger Than Life                                             | Wally Gibbs                           | |
| 1957 | Un chip în mulțime (A Face in the Crowd)                     | Mel Miller                            | |
| 1957 | Slaughter on Tenth Avenue                                    | Al Dahlke                             | |
| 1958 | King Creole                                                  | Maxie Fields                          | |
| 1958 | Voice in the Mirror                                          |                                       | |
| 1958 | Ride a Crooked Trail                                         | Judge Kyle                            | |
| 1958 | Onionhead                                                    | Red Wildoe                            | |
| 1960 | Gangster Story                                               | Jack Martin                           | Și regizor |
| 1960 | Strangers When We Meet                                       | Felix Anders                          | |
| 1962 | Lonely Are the Brave                                         | Sheriff Morey Johnson                 | |
| 1962 | Who's Got the Action?                                        | Tony Gagouts                          | |
| 1963 | Island of Love                                               |                                       | |
| 1963 | Șarada (Charade)                                             | Carson Dyle aka Hamilton Bartholomew  | |
| 1964 | Ensign Pulver                                                | Doc                                   | |
| 1964 | Fail-Safe                                                    | Profesor Groeteschele                 | |
| 1964 | Goodbye Charlie                                              | Sir Leopold Sartori                   | |
| 1965 | Mirage                                                       | Caselle                               | |
| 1966 | The Fortune Cookie                                           | William H. "Whiplash Willie" Gingrich | Premiul Oscar pentru cel mai bun actor în rol secundar Kansas City Film Critics Circle Award for Best Supporting Actor Laurel Award for Top Male Supporting Performance Nominalizat – Premiul Globul de Aur pentru cel mai bun actor (muzical/comedie) |
| 1967 | A Guide for the Married Man                                  | Paul Manning                          | |
| 1968 | The Odd Couple                                               | Oscar Madison                         | Nominalizat – Premiul Globul de Aur pentru cel mai bun actor (muzical/comedie) |
| 1968 | The Secret Life of an American Wife                          | The Movie Star                        | Nominalizat – Premiul BAFTA pentru cel mai bun actor într-un rol principal |
| 1968 | Candy                                                        | General                               | |
| 1969 | Hello, Dolly!                                                | Horace Vandergelder                   | Nominalizat – Premiul BAFTA pentru cel mai bun actor într-un rol principal |
| 1969 | Floarea de cactus (Cactus Flower)                            | Dr. Julian Winston                    | |
| 1971 | A New Leaf                                                   | Henry Graham                          | |
| 1971 | Plaza Suite                                                  | Sam Nash/Jesse Kiplinger/Roy Hubley   | |
| 1971 | Kotch                                                        | Joseph P. Kotcher                     | Kansas City Film Critics Circle Award for Best Actor Nominalizat – Premiul Oscar pentru cel mai bun actor Nominalizat – Premiul Globul de Aur pentru cel mai bun actor (muzical/comedie)                                                               |
| 1972 | Pete 'n' Tillie                                              | Pete Seltzer                          | Premiul BAFTA pentru cel mai bun actor într-un rol principal Nominalizat – Premiul Globul de Aur pentru cel mai bun actor (muzical/comedie) |
| 1973 | The Laughing Policeman                                       | Detective Sergeant Jake Martin        | |
| 1973 | Charley Varrick                                              | Charley Varrick                       | Premiul BAFTA pentru cel mai bun actor într-un rol principal |
| 1974 | The Taking of Pelham One Two Three                           | Lieutenant Zachary "Z" Garber         | |
| 1974 | Earthquake                                                   | Drunk                                 | Credited as Walter Matuschanskayasky |
| 1974 | The Front Page                                               | Walter Burns                          | David di Donatello for Best Foreign Actor Nominalizat – Premiul Globul de Aur pentru cel mai bun actor (muzical/comedie) |
| 1975 | The Lion Roars Again                                         | El însuși                             | |
| 1975 | The Gentleman Tramp                                          |                                       | Documentar |
| 1975 | The Sunshine Boys                                            | Willy Clark                           | Premiul Globul de Aur pentru cel mai bun actor (muzical/comedie) Nominalizat – Academy Award for Best Actor Nominalizat – Premiul BAFTA pentru cel mai bun actor într-un rol principal                                                                 |
| 1976 | The Bad News Bears                                           | Morris Buttermaker                    | Nominalizat – Premiul BAFTA pentru cel mai bun actor într-un rol principal |
| 1978 | Casey's Shadow                                               | Lloyd Bourdelle                       | |
| 1978 | House Calls                                                  | Dr. Charles "Charley" Nichols         | |
| 1978 | California Suite                                             | Marvin Michaels                       | |
| 1980 | La polizia ha le mani legate                                 |                                       | Documentar |
| 1980 | Little Miss Marker                                           | Sorrowful Jones                       | |
| 1980 | Hopscotch                                                    | Miles Kendig                          | Nominalizat – Premiul Globul de Aur pentru cel mai bun actor (muzical/comedie) |
| 1981 | First Monday in October                                      | Associate Justice Daniel Snow         | Nominalizat – Premiul Globul de Aur pentru cel mai bun actor (muzical/comedie) |
| 1981 | Buddy Buddy                                                  | Trabucco                              | |
| 1982 | Neil Simon's I Ought to Be in Pictures                       | Herbert Tucker                        | |
| 1983 | The Survivors                                                | Sonny Paluso                          | |
| 1985 | Movers & Shakers                                             | Joe Mulholland                        | |
| 1986 | Pirates                                                      | Captain Thomas Bartholomew Red        | |
| 1988 | The Little Devil                                             | Părintele Maurice                     | |
| 1988 | The Couch Trip                                               | Donald Becker                         | |
| 1991 | JFK                                                          | Senator Russell B. Long               | |
| 1992 | Beyond 'JFK': The Question of Conspiracy                     |                                       | Documentar |
| 1992 | Doctor Seuss Video Classics: How the Grinch Stole Christmas! | Narator                               | |
| 1993 | Dennis the Menace                                            | George Wilson                         | |
| 1993 | Grumpy Old Men                                               | Max Goldman                           | |
| 1994 | I.Q.                                                         | Albert Einstein                       | |
| 1995 | The Grass Harp                                               | Judecătorul Charlie Cool              | |
| 1995 | Grumpier Old Men                                             | Max Goldman                           | |
| 1996 | I'm Not Rappaport                                            | Nat Moyer                             | |
| 1997 | Out to Sea                                                   | Charlie Gordon                        | |
| 1998 | The Odd Couple II                                            | Oscar Madison                         | |
| 1998 | Love After Death                                             |                                       | |
| 1998 | The Life and Times of Hank Greenberg                         | El însuși                             | Documentar |
| 2000 | Hanging Up                                                   | Lou Mozell                            | |

### Teatru
| An   | Piesă                           | Rol                 | Note                                                         |
| ---- | ------------------------------- | ------------------- | ------------------------------------------------------------ |
| 1948 | Anne of the Thousand Days       |                     |                                                              |
| 1950 | The Liar                        |                     |                                                              |
| 1951 | Twilight Walk                   | Sam Dundee          |                                                              |
| 1952 | Fancy Meeting You Again         | Sinclair Heybore    |                                                              |
| 1952 | One Bright Day                  | George Lawrence     |                                                              |
| 1952 | In Any Language                 | Charlie Hill        |                                                              |
| 1952 | The Grey-Eyed People            | John Hart           |                                                              |
| 1953 | The Ladies of the Corridor      | Paul Osgood         |                                                              |
| 1953 | The Burning Glass               | Tony Lack           |                                                              |
| 1955 | Will Success Spoil Rock Hunter? | Michael Freeman     |                                                              |
| 1955 | Guys and Dolls                  | Nathan Detroit      |                                                              |
| 1958 | Once More, with Feeling!        | Maxwell Archer      | Nominalizat – Tony Award for Best Featured Actor in a Play   |
| 1961 | Once There Was a Russian        | Potemkin            |                                                              |
| 1961 | A Shot in the Dark              | Benjamin Beaurevers | Premiul Tony pentru cel mai bun actor într-o piesă de teatru |
| 1963 | My Mother, My Father and Me     | Herman Halpern      |                                                              |
| 1965 | The Odd Couple                  | Oscar Madison       | Premiul Tony pentru cel mai bun actor într-o piesă de teatru |

### Televiziune
| An        | Titlu                                      | Rol              | Note                                 |
| --------- | ------------------------------------------ | ---------------- | ------------------------------------ |
| 1954      | The Motorola Television Hour               |                  | Episod: "Atomic Attack"              |
| 1954      | Justice                                    |                  |                                      |
| 1958      | Alfred Hitchcock Presents                  |                  | Episod: "The Crooked Road"           |
| 1959      | Alfred Hitchcock Presents                  |                  | Episod: "Dry Run"                    |
| 1960      | Juno and the Paycock                       |                  |                                      |
| 1961      | Alfred Hitchcock Presents                  |                  | Episod: "Cop for a Day"              |
| 1961      | Route 66                                   |                  | Episod: "Eleven, the Hard Way"       |
| 1961      | Tallahassee 7000                           |                  | Cast member                          |
| 1961–1962 | Target: The Corruptors!                    |                  | Două episoade                        |
| 1972      | Awake and Sing!                            | Moe Axelrod      |                                      |
| 1978      | Actor                                      |                  |                                      |
| 1978      | Saturday Night Live                        | Host             | Season 4, Episod 7 (2 December 1978) |
| 1978      | The Stingiest Man in Town                  | Ebenezer Scrooge | Rol de voce                          |
| 1990      | The Incident                               | Harmon J. Cobb   |                                      |
| 1991      | Mrs. Lambert Remembers Love                |                  |                                      |
| 1992      | Against Her Will: An Incident in Baltimore | Harmon J. Cobb   |                                      |
| 1994      | Incident in a Small Town                   | Harmon J. Cobb   |                                      |
| 1998      | The Marriage Fool                          |                  |                                      |